# Kika Superbruja en el Salvaje Oeste
Kika Superbruja en el Salvaje Oeste (Hexe Lilli im wilden Wilden Westen en alemán) es un cuento infantil escrito por el escritor alemán Knister. Es el libro número 13 de la serie de libros de Kika Superbruja, escrita toda por Knister.

## Argumento
Kika posee un libro de magia gracias al cual puede hacer cosas increíbles. Ella y su hermano Dani pasan una etapa en la que están obsesionados con las historias del Oeste y no paran de leer libros sobre este. Entonces a Kika se le ocurre viajar al Oeste gracias al "Salto de la Bruja", un hechizo del libro que permite viajar a cualquier lugar con solo tener un objeto perteneciente a él. Kika va a una tienda en la que venden whisky de mucha antigüedad y el dependiente la da una botella antigua pensando que es para el colegio. Kika se disfraza de una mezcla de indio-vaquero y va al oeste.
Aparece en un pueblo que está teniendo problemas con una banda de bandidos llamados "Los Tornado", la banda la forman tres hermanos. Justo después de que ella aparezca la banda ataca el pueblo, pero Kika les vence a pesar de que cogen al cura del pueblo como rehén gracias a que consigue disparar tres balas que anteriormente había encantado para que no fallaran nunca. Entonces Kika coge una cartera de cuero para poder volver cuando quiera y se marcha.

## Trucos del final del libro
Como todos los libros de la serie, Kika Superbruja en el Salvaje Oeste posee dos trucos al final del libro:
- Aprende a desatarte de un nudo agarrado por alguien por los dos extremos.
- Aprende a hacer el Nudo de cowboy.

## y también
- Kika Superbruja y el libro troll.
- Kika Superbruja y Dani.
- Kika Superbruja detective.
- Kika Superbruja y los piratas.
- Kika Superbruja y los indios.
- Kika Superbruja revoluciona la clase.
- Kika Superbruja loca por el fútbol.
- Kika Superbruja y la magia del circo.
- Kika Superbruja y la ciudad sumergida.
- Kika Superbruja y la momia.
- Kika Superbruja y la espada mágica.
- Kika Superbruja en el castillo de Drácula.
- Kika Superbruja en busca del tesoro.
- Kika Superbruja y don Quijote de la Mancha.
- Kika superbruja y el hechizo de la Navidad.
- Kika superbruja y los vikingos.
- [[Kika

superbruja y los dinosaurios]].
- Kika superbruja y sus bromas mágicas.
- Kika superbruja y la aventura espacial